# Tarragonês

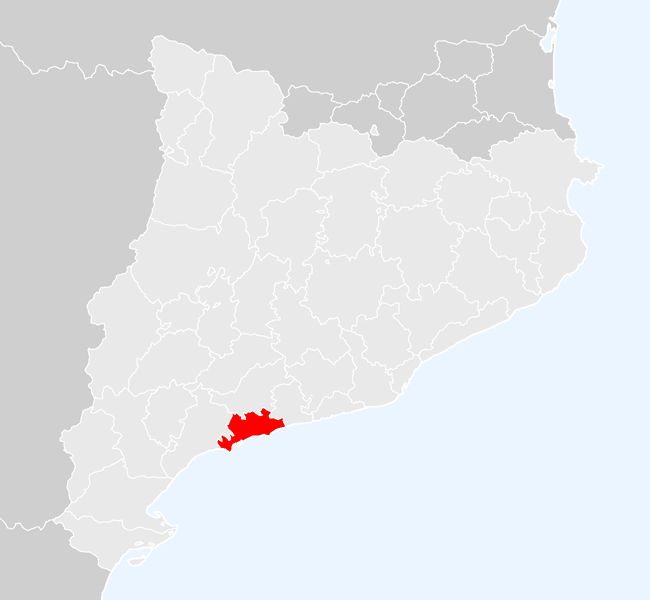
Localização do Tarragonês na Catalunha

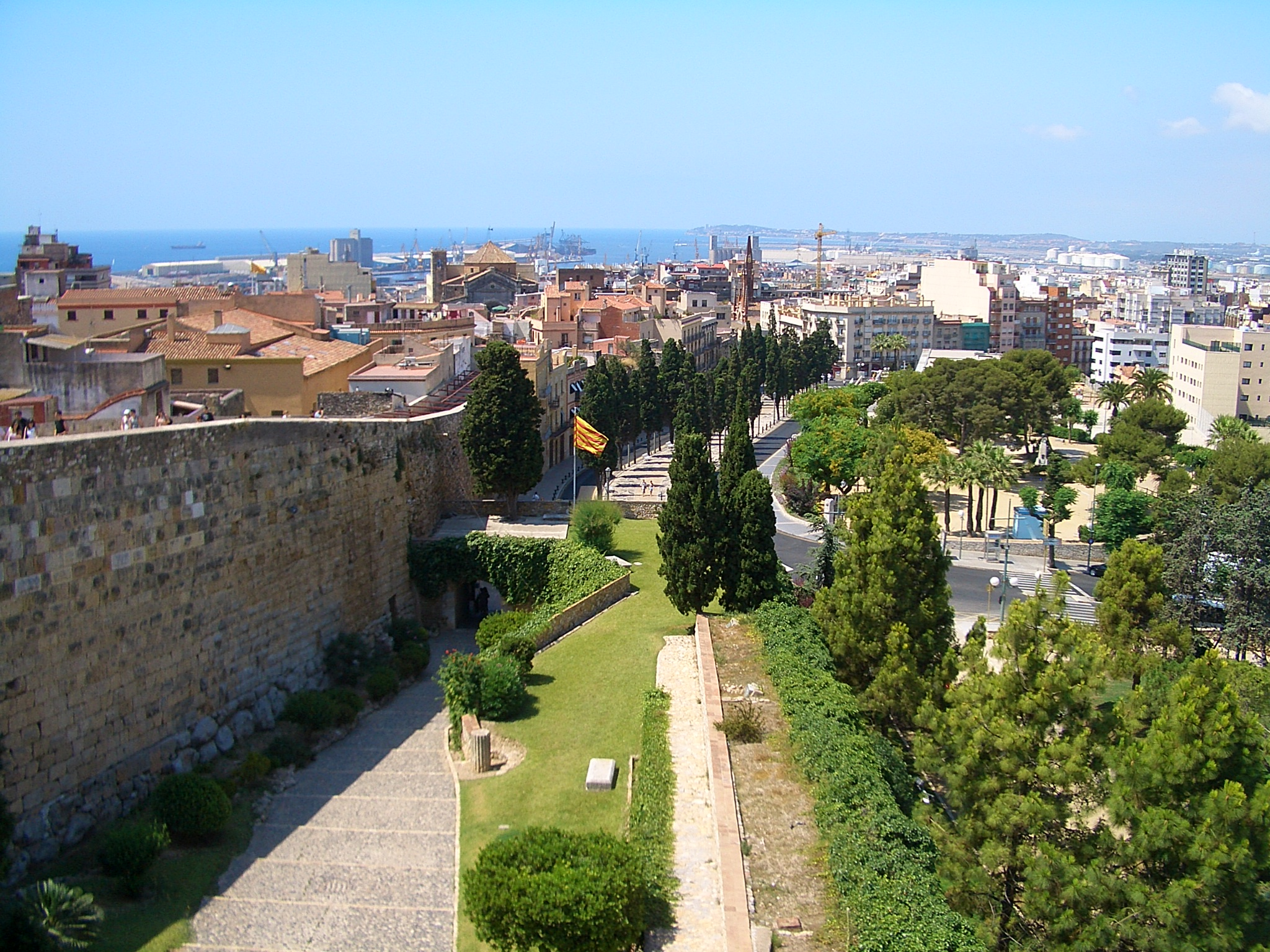
Tarragona

Tarragonês (em catalão: Tarragonès) é uma comarca da Catalunha. Abarca uma superfície de 318,86 quilômetros quadrados e possui uma população de 231 161 habitantes.